# Old Man's Child
Old Man's Child é uma banda de black metal melódico da Noruega. Foi formada em 1989 sob o nome de Requiem e mudou para Old Man's Child em 1993.

## História
Em 1989, Tjodalv e Galder fundaram uma banda de covers de Slayer e Metallica. Sob o nome Requiem lançaram uma demo em 1993. Nesse mesmo ano mudaram o nome para Old Man´s Child.
Nesta altura, a formação da banda consistia em Galder (vocalista), Jardar (guitarrista), Tjodalv (baterista). Inicialmente o objectivo era criar uma banda de classic death metal, mas depois descobriram que partilhavam o gosto pelo extreme black metal.
Em Novembro de 1994 gravaram a primeira demo In The Shades Of Life. Brynjard Tristan juntou-se á banda antes desta gravação. No ano seguinte, também em Novembro, gravaram o primeiro álbum, Born Of The Flickering. Brynjard Tristan abandonou a banda e foi substituído por Gonde, que gravou as partes de baixo do álbum. Tjodalv saiu da banda depois da gravação de Born Of The Flickering, para se dedicar á banda Dimmu Borgir.
Em 1996 Tony Kirkemo ocupou o lugar de Tjodalv na bateia. Neste ano a banda lançou a demo In The Shades Of Life, que tinha sido gravada dois anos antes. No final deste ano assinaram com a Century Media, que re-lançou o álbum Born Of The Flickering.
Em Junho de 1997 foi gravado o segundo álbum, intitulado The Pagan Prosperity. A partir deste lançamento a banda teve sérios problemas: Tony não conseguia tocar os arranjos que Galder escrevia e Gonde tinha problemas com drogas. Restaram apenas Galder e Jardar, mas Jardar tinha outros projectos. Galder decidiu então gravar e lançar sozinho. Para isso, contratou o baterista Gene Hoglan. Ill-natured Spiritual Invasion foi apresentado ao público em 1998.
O quarto álbum (Revelation 666 - The Curse Of Damnation) foi gravado já com Jardar, Tjodalv e Memnoch (baixo).
Em Agosto de 2000, Galder tornou-se guitarrista da banda Dimmu Borgir. In Defiance Of Existence, o quinto trabalho da banda, foi gravado por Galder, Jardar e Nicholas Barker.
Depois de algum tempo inativo, Galder voltou a ter tempo para a banda em 2005. Pediu a Reno Kiilerich para gravar a bateria, enquanto Galder se ocupava dos outros instrumentos. O resultado foi apresentado em outubro de 2005.
No segundo Semestre de 2008, Galder anuncia que está em estúdio gravando o novo álbum após um hiato de quase 3 anos com o nome de "Slaves of the World" juntamente com o baterista do Pestilence Peter Wildoer. O lançamento está previsto para Maio de 2009.

## Membros

### Atuais
- Galder - Guitarra, Vocal, Baixo, teclado (desde 1993)

### Ex-integrantes
- Tjodalv - bateria (1989-1995), (1999-2001)
- Brynjard Tristan- baixo (1994-1995)
- Gonde - baixo  (1995-1996)
- Tony Kirkemo - bateria (1996)
- Jardar - guitarra (1989-1997), (2000-2003)
- Memnock - baixo (1999-2001)
- Grimar - bateria  (1999-2001)
- Nicholas Barker - bateria (2003)
- Gene Hoglan - bateria (1998)
- Stian Aarstad - teclados
- Reno Kiilerich - bateria (2005)
- Peter Wildoer - bateria (2008)
- Bjørn Dencker Aldrahn - Vocal (No Disco "Born of the Flickering") (1995)

## Discografia
- 1994 - In The Shades Of Life  (demo)
- 1995 - Born Of The Flickering
- 1997 - The Pagan Prosperity
- 1998 - Ill-Natured Spiritual Invasion
- 2000 - Revelation 666 - The Curse Of Damnation
- 2003 - In Defiance Of Existence
- 2005 - Vermin
- 2009 - Slaves Of The World